# Ardisia pulverulenta
Ardisia pulverulenta är en viveväxtart som beskrevs av Carl Christian Mez. Ardisia pulverulenta ingår i släktet Ardisia och familjen viveväxter. Inga underarter finns listade i Catalogue of Life.